# 1337x
1337x је веб страница која пружа директоријум торент датотека и магнетних веза које се користе за дељење датотека путем BitTorrent протокола. Према неким изворима, 1337x је била друга најпопуларнија торрент веб локација 2024.
Амерички државни орган Office of the United States Trade Representative означио је 2024. страницу као једну од најозлоглашенијих извора пирајтерије. Сајт и његове варијанте су блокиране у разним земљама укључујући Аустралију и Португал.

## Историја
1337x је основан 2007. године и постао је све популарнији 2016. након затварања KickassTorrents-а. У октобру 2016. урађен је редизајн веб странице са уведеним новим функционалностима.
Сајт је забрањен за Google упите за претрагу и не појављује се када претражујете путем Google. Ова акција је предузета након жалбе DMCA од стране  Feelgood Entertainment-а 2015. Током 2015. године, сајт је преша са .pl домена на .to, делимично како би избегао блокаду.
Дизајн сајта се може упоредити са сада неисправним х33т.
1337x  је рекламиран као алтернатива The Pirate Bay.